# 뿌요뿌욘
〈뿌요뿌욘〉(일본어: ぷよぷよ〜ん 뿌요뿌요~옹[*])은 컴파일사가 제작한 대전형 퍼즐 게임이다. 《뿌요뿌요》 시리즈의 네번째 작품으로, 세가 드림캐스트, 플레이스테이션, 세가 새턴과 게임보이 컬러로 발매됐다. 닌텐도 64판은 〈뿌요뿌욘 파티〉, 게임보이 컬러판은 〈포켓 뿌요뿌욘〉이라는 제목으로 발매됐다.
이번 작품의 특징은 각 플레이어 캐릭터마다 보유하고 있는 '스페셜'로, 뿌요를 판에서 제거할 때마다 차오르는 게이지를 소모해 특수능력을 발휘할 수 있다.

## 게임플레이
《뿌요뿌욘》의 주요 변화점은 캐릭터별로 존재하는 '스페셜'로, 각 인물마다 소유하는 특수능력을 발휘해 게임을 유리한 방향으로 이끌 수 있게 됐다. 이는 뿌요를 없앨 때마다 차오르는 게이지를 소모하며 사용할 수 있으며, 자신의 판에 있는 방해뿌요를 없어는 등의 효과가 있다.

## 발매
1999년 3월 4일 세가 드림캐스트로 최초로 발매된 후, 같은 해 12월 플레이스테이션과 닌텐도 64판이 이어서 출시됐다.
2000년 9월에는 게임보이 컬러로 이식판 〈포켓 뿌요뿌욘〉이 출시됐는데, 이 버전에는 〈뿌요뿌요 SUN〉에서 소개된 '썬 뿌요' 시스템이 재등장하고 새로운 이야기 모드가 있는 등 콘솔판과 큰 차이점이 있다. 

### 내용주
1. ↑  실제 발음은 ‘뿌요뿌요~옹’에 가깝다.

### 참고주
1. ↑  “뿌요뿌욘 발매”. 세가. 2015년 4월 19일에 원본 문서에서 보존된 문서.